# Usutu virus

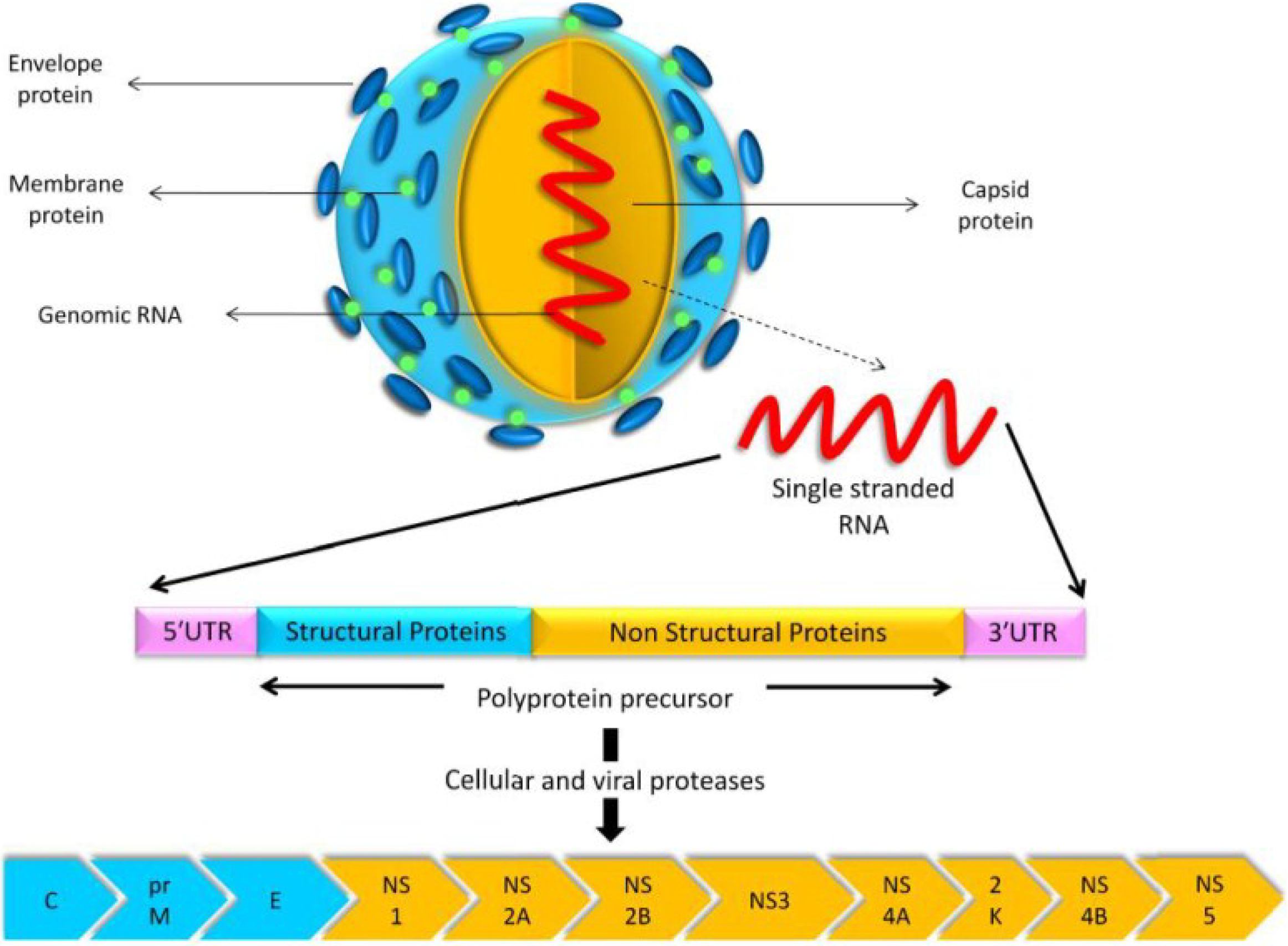
Usutu virus

Usutu virus (zkráceně USUV) je africký flavivirus z čeledi Flaviviridae přenášený zejména komáry, který způsobuje onemocnění zejména u ptáků, zaznamenány však byly i případy onemocnění u lidí. Virus patří do antigenní skupiny Japonských encefalitid.
Virus byl poprvé identifikován v roce 1959 v Jihoafrické republice. Byl hlášen i z dalších afrických zemí, jako Senegal, Středoafrická republika, Nigérie, Burkina Faso, Cote d'Ivoire a Maroko. V Africe bylo zaznamenáno onemocnění u lidí pouze ve dvou případech, v letech 1981 a 2004.
V roce 1996 byl virus poprvé zaznamenán i v Evropě a to v Itálii, kde způsobil rozsáhlou úmrtnost u kosů černých. Následně se začal šířit i do dalších evropských zemí, k roku 2018 byl již zaznamenán ve většině jihoevropských, západoevropských a středoevropských zemích, včetně České republiky. První případ lidského onemocnění mimo Afriku byl zaznamenán také v Itálii v roce 2009 u imunokompromitované osoby, způsobil encefalitidu.